# District d'OR Tambo
Le district municipal d'OR Tambo (OR Tambo District Municipality en anglais), est un district municipal d'Afrique du Sud, situé dans la partie occidentale de la province du Cap-Oriental.
Il est divisé en sept municipalités locales et en zones de gestion (District Management Areas en anglais).
La capitale du district d'OR Tambo est Mthatha. Les langues les plus communément parlées par les 801 344 habitants sont le xhosa, l’afrikaans et l’anglais.

## Municipalités locales
Le district regroupe les municipalités locales suivantes :
| Municipalité locale    | Population | % de la population totale |
| ---------------------- | ---------- | ------------------------- |
| King Sabata Dalindyebo | 415 227    | 24,77 %                   |
| Nyandeni               | 281 252    | 16,78 %                   |
| Ingquza Hill           | 255 371    | 15,23 %                   |
| Mhlontlo               | 196 675    | 11,73 %                   |
| Port St. Johns         | 146 134    | 8,72 %                    |

## Démographie
Voici les statistiques issues du recensement de 2001.
| Langue               | Population | %       |
| -------------------- | ---------- | ------- |
| Xhosa                | 1 270 514  | 94,21 % |
| Anglais              | 36 321     | 2,69 %  |
| Afrikaans            | 7 374      | 0,17 %  |
| Langage des signes   | 10 388     | 0,77 %  |
| Zoulou               | 6 664      | 0,49 %  |
| Autres               | 3 854      | 0,29 %  |
| Sotho du Sud         | 3 590      | 0,27 %  |
| Sotho du Nord        | 3 366      | 0,25 %  |
| Ndébélé du Transvaal | 2 853      | 0,21 %  |
| Tswana               | 1 864      | 0,14 %  |
| Venda                | 874        | 0,06 %  |
| Swati                | 445        | 0,03 %  |
| Tsonga               | 440        | 0,03 %  |

### Sex-ratio
| Genre  | Population | %       |
| ------ | ---------- | ------- |
| Femmes | 734 856    | 53,84 % |
| Male   | 630 088    | 46,16 % |

### Groupes ethniques
| Groupe ethnique    | Population | %      |
| ------------------ | ---------- | ------ |
| Noir               | 1 351 789  | 99,04% |
| De couleur         | 6 434      | 0,47 % |
| Blanc              | 2 641      | 0,19 % |
| Indien / Asiatique | 2 654      | 0,19 % |
| Autre              | 1 425      | 0,10 % |

### Âge
| Age      | Population | %       |
| -------- | ---------- | ------- |
| 000–004  | 215 814    | 12,87 % |
| 005–009  | 267 090    | 15,93 % |
| 010–014  | 268 632    | 16,02 % |
| 015–019  | 223 484    | 13,33 % |
| 020–024  | 135 214    | 8,07 %  |
| 025–029  | 93 877     | 5,60 %  |
| 030–034  | 74 041     | 4,42 %  |
| 035–039  | 70 360     | 4,20 %  |
| 040–044  | 65 698     | 3,92 %  |
| 045–049  | 50 357     | 3,00 %  |
| 050–054  | 41 828     | 2,50 %  |
| 055–059  | 32 556     | 1,94 %  |
| 060–064  | 43 877     | 2,62 %  |
| 065–069  | 35 462     | 2,12 %  |
| 070–074  | 30 004     | 1,79 %  |
| 075–079  | 13 399     | 0,80 %  |
| 080–084  | 10 224     | 0,61 %  |
| 085–089  | 2 714      | 0,16 %  |
| 090–094  | 1 219      | 0,07 %  |
| 095–099  | 479        | 0,03 %  |
| 100 plus | 134        | 0,01 %  |